# Guillaume Puy
François Ignace Guillaume de Puy, dit Guillaume Puy, né le 29 janvier 1751 à Avignon (Vaucluse) et mort le 23 juillet 1820 à Sauveterre (Gard), est un ancien maire de la ville d'Avignon.

## Jeunesse
Il est le fils d'Antoinette, Reine d'Armand et François Virgile Hyacinthe Puy, trésorier général du pape.

## Engagement politique
Il est nommé maire d'Avignon par le représentant en mission Jean Antoine Debry le 26 mars 1795 (6 germinal an III). Le Conventionnel, député de l'Aisne, avait souhaité porter son choix sur un homme connu à Avignon pour son honorabilité.
En une période troublée, celle qu'était la sortie de la Terreur, la décision de placer à la tête de la municipalité un propriétaire tranchait avec l'an II, au cours duquel artisans et hommes du peuple s'étaient distingués dans les divers organes du pouvoir local. De même, le conseil général de la commune fut laissé aux mains de notables, susceptibles de répondre au besoin d'une voie du juste milieu. Guillaume Puy paya d'ailleurs rapidement de sa personne. Le 31 mars 1795 (11 germinal an III), il lançait un emprunt de 300 000 francs remboursable au taux de 4 % en 6 mois, ce afin de pallier le manque de grain dont souffrait alors Avignon. Or, au vu de la délicate situation financière de la ville, il assura que la dette serait épongée par le biais de sa fortune personnelle, ainsi que sur celle de ses collègues qu'il avait réussi à convaincre. Guillaume Puy continua à exercer cette magistrature sous l’Empire, la Restauration, les Cent Jours et la seconde Restauration.

## Tentative de sauver le maréchal Brune
Guillaume Puy fut prévenu tardivement des évènements qui se passaient près de la porte de l'Oulle. Il arriva ceint de son écharpe, se mit en travers de la porte d’entrée de l'hôtel où était réfugié le maréchal et cria : « Braves Avignonnais, venez à mon secours ! Empêchez que la ville d’Avignon ne soit souillée de nouveaux crimes. » 
Non seulement, il ne fut pas écouté mais menacé. Le maire, fort pâle, rejoignit alors le préfet qu’il rencontrait pour la première fois. Louis Marie de Saint-Chamans l’avertit qu’il venait de donner ordre de rassembler tout ce qu’il y avait de forces armées en ville. Surpris, le maire l’informa qu’il ne pouvait ignorer que les gardes nationaux, les chasseurs d’Angoulême, les fantassins du Royal-Louis étaient plus disposés à seconder l’émeute qu’à la réprimer. 
La gendarmerie, seul corps sur lequel on pouvait compter, fut accueillie par des huées et se rangea dans un coin de la place de la Comédie. Cette diversion permit toutefois au maire de se rendre auprès du maréchal. Mais pris d’un nouveau zèle, le commandant de gendarmerie fit reculer ses hommes de près de 500 mètres en les cantonnant rue Joseph-Vernet (alors rue de la Calade) près de la chapelle de l'Oratoire.  
Des gardes nationaux les remplacent. Face à l’hôtel du Palais-Royal, ils font mine de charger la foule qui, reculant à peine, regagne aussitôt le terrain perdu. Le préfet Saint-Chamans et le maire d’Avignon décident alors de placer devant l’hôtel une trentaine de personnes disposées à défendre le maréchal.
Guillaume Puy, courageusement, demande à sortir pour essayer à nouveau de calmer les émeutiers. Mal protégé, il est bousculé, renversé, foulé aux pieds. Le conseiller Montagnat tente sa chance mais doit battre en retraite sous les menaces. À ce moment-là, sur la place et aux abords s’agglutinaient près de quatre mille personnes. Une vingtaine de personnes, dont plusieurs armées, réussissent à s'introduire par les toits dans l'hôtel et à abattre le maréchal d'un coup de fusil à bout portant.
Informée, la foule s’arrête de hurler à la mort pour hurler sa joie. L'hôtel du Palais Royal, où vient d'être assassiné le maréchal, se trouve au 21 de l'actuelle place Crillon, (ex place de la Comédie), près de la porte de l'Oulle. Une plaque commémore cet évènement.
Le cadavre est examiné par l’officier de santé Dominique Martin assisté du conseiller Beauregard. Ils dénombrent deux blessures, l’une située à la partie antérieure droite du larynx, l’autre entre les deux épaules à la hauteur de la quatrième vertèbre cervicale. Leur place ne laissait aucun doute sur l’assassinat. Pourtant le juge d’instruction Piot et le capitaine Verger rédigent aussitôt un procès-verbal concluant au suicide. Celui-ci est alors contresigné par le préfet, le procureur du roi, le commissaire de police et plusieurs officiers, tous conscients de ratifier un faux document. Seuls le maire Guillaume Puy, son adjoint Beulac et Alard, le chirurgien du maréchal, refusent d’apposer leurs noms sur cet acte mensonger. Indigné, le premier magistrat d’Avignon déclare que ce faux est une tache éternelle pour sa ville. Soullier, l'instigateur de l'assassinat du maréchal, le repousse en le menaçant en ces termes : « Après avoir frappé sur les noirs, on pourrait bien frapper sur les gris ! ». Anéanti et écœuré, Guillaume Puy se retire dans la maison commune, échappant au pillage qui suit cet assassinat.

## Le maire modèle d'Avignon
Guillaume Puy est élu maire d'Avignon en 1795 et le restera jusqu'en 1815.
En 1806, Guillaume Puy fait creuser un canal au sud d'Avignon, qui, plus tard, portera le nom de Canal Puy. Sa construction fut inspirée par le canal Saint-Julien qui irrigue et fertilise toute la vallée de Caumont-sur-Durance jusqu'à Cavaillon. Mis en eau en 1810, il alimente près de 110 hectares de cultures agricoles. Long de 7 kilomètres pour 2 mètres de large, ses eaux proviennent de la Durance (près de l'actuelle Gare d'Avignon TGV) et fournissent un débit moyen de 1,5 m3. Les abords du canal, ainsi que l'alternance de champs, espaces boisés et ripisylves, ont permis le développement d'une riche biodiversité : libellules (Calopteryx éclatant, Calopteryx méditerranéen), serpents protégés (couleuvre à collier, couleuvre vipérine), etc. Aujourd’hui, le canal est géré par l’ASA des Canaux de la plaine d’Avignon,,.
C'est Napoléon 1er qui l'appela le « maire modèle ». Son intégrité est plébiscité dans le milieu politique et le préfet Saint-Chamans écrivit à son sujet, le 19 août 1815, à son ministre de l’Intérieur : « Il n’est et ne sera jamais l’homme du gouvernement, c’est l’homme de la ville, il ne tenait pas à Bonaparte, il ne tient pas au roi, il ne voit que le bien d’Avignon ».
Il siègera ensuite brièvement à l'Assemblée Nationale, du 11 septembre 1819 au 8 décembre 1819.

## Hommage

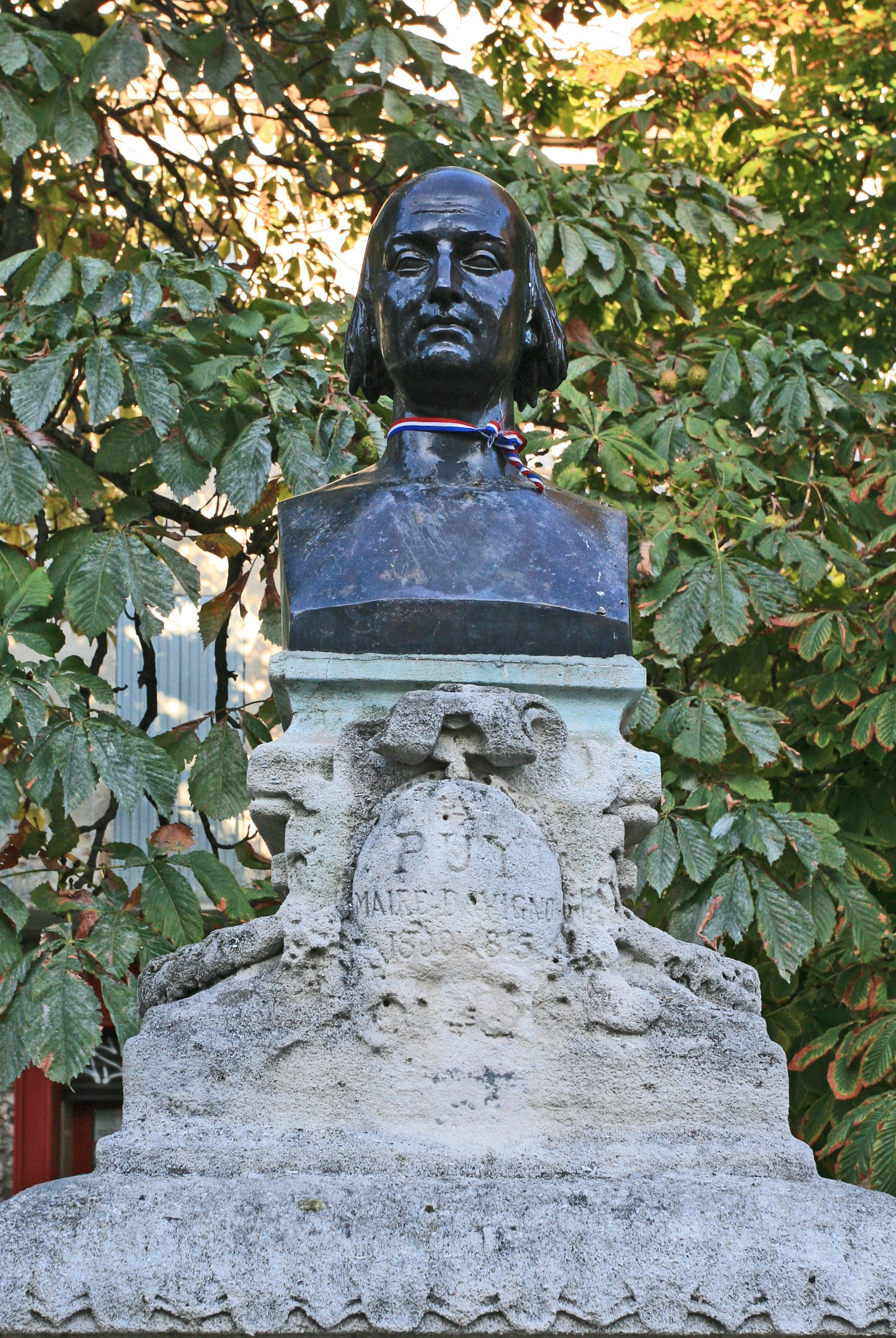
Guillaume Puy, le maire modèle d'Avignon, buste de Claude-André Férigoule

En 1891, une rue d'Avignon est baptisée de son nom.
Sur la place Guillaume Puy, située dans la rue éponyme entre la rue Louis Pasteur et la rue Notre-Dame des Sept Douleurs, se trouve une fontaine sommée du buste en bronze de Guillaume Puy. Le premier avait été exécuté par Claude-André Férigoule et inauguré le 12 août 1894. Fondu pendant la Seconde Guerre mondiale, il a été refait à l'identique et remis en place le 17 février 1989.